# Suaroge
Suaroge ou Kashidhoo est une petite île inhabitée des Maldives.

## Géographie
Suaroge est située au Sud des Maldives, à l'Ouest de l'atoll Hadhdhunmathi, dans la subdivision de Laamu.